# Diocèse de Danlí
Le diocèse de Danlí (Dioecesis Danliensis) est une Église particulière de l'Église catholique du Honduras.

## Évêques
L'évêque actuel est Mgr José Antonio Canales Motiño depuis le 2 janvier 2017.

## Territoire
Son siège est en la cathédrale de l'Immaculée-Conception de Danlí.
Il comprend le département d'El Paraíso.

## Histoire
Le diocèse de Danlí est créé le 2 janvier 2017 à partir de l'archidiocèse de Tegucigalpa.